# Arthur Kaufmann
Arthur Kaufmann (ur. 10 maja 1923 w Singen, zm. 11 kwietnia 2001 w Monachium) – niemiecki filozof, czołowy przedstawiciel nurtu hermeneutycznego w filozofii prawa.

## Życiorys
Studiował zarówno prawo, jak i filozofię.  Był uczniem Gustava Radbrucha u którego w 1960 r. obronił habilitację w zakresie prawa karnego, prawa procesowego i filozofii prawa (Das Unrechtsbewusstsein in der Schuldlehre des Strafrechts). Wykładał te przedmioty na Uniwersytecie Kraju Saary w Saarbrucken, a od 1969 aż do przejścia na emeryturę, to znaczy do 1988, wykładał na Uniwersytecie Ludwika i Maksymiliana w Monachium, kierując Instytutem Filozofii Prawa i Informatyki Prawniczej. W latach 1952–1956 był sędzią Sądu Krajowego w Karlsruhe.
Arthur Kaufmann jest przedstawicielem nurtu hermenutycznego. Odszedł jednak od koncepcji Gadamera i sięgnął do filozofii Charlesa Sandersa Peirce’a. Zakładał, że niemożliwe jest sformalizowanie i zautomatyzowanie procesu dochodzenia do rozstrzygnięcia. Dążył do tego, aby zachowując trafne, transcendentne jego zdaniem, intuicje hermeneutyki dotyczące procesów rozumienia możliwie ściśle i precyzyjnie ujmować strukturę procesu dochodzenia do rozstrzygnięcia – czemu ma pomóc logika relacji. W zakresie uzasadniania stał na stanowisku, że w danym systemie prawnym sprawiedliwe rozstrzygnięcie danego przypadku jest jedno i różne podmioty, o ile postąpią z zasadami sztuki, potwierdzą trafność tego rozstrzygnięcia. Dowodzi tego konwergencyjna koncepcja prawdy, gdzie osiągana zbieżność rezultatów szeregu aktów poznawczych wskazuje na poznawaną rzeczywistość. Za podstawowy fenomen domagający się wyjaśnienia uważał „ustawowe bezprawie” (formuła Radbrucha), jakiego dopuszczono się w XX wieku w państwach totalitarnych, wskazując, że do rzeczywistości prawa należy coś więcej, niż tylko zgodność z ustanowionymi normami, co domaga się uznania zarówno przez prawodawcę, jak i sędziego, jeżeli prawo nie ma przeradzać się w bezprawie. Według Kaufmana sprawiedliwość należy do istoty prawa (prawo niesprawiedliwe to contradictio in adiecto). Prawo to nie tylko zbiór obowiązujących norm, a rozstrzyganie nie polega tylko na subsumcji. Stan rzeczy musi bowiem zostać odniesiony do rzeczywistych konkretnych warunków; musi dojść do zrównania ze względu na ratio legis. Konieczna jest konkretyzacja normy ze względu na dany przypadek. Prawo dla każdego przypadku jest znajdowanie w procesie interpretacji. Za interpretację prawa uważa proces jego poznawania, znajdowania i urzeczywistniania. Urzeczywistnienie prawa odbywa się na trzech płaszczyznach; zasad ogólnych, norm prawnych i konkretnych rozstrzygnięć, które to płaszczyzny nie są redukowalne. Normy prawne lub zasady prawne są jedynie prawem w możności. Dopiero gdy normy i warunki życia wejdą w stan odpowiedniości, mamy do czynienia z prawem. Zdaniem Kaufmanna proces urzeczywistniania prawa i będący jego podstawą proces sprowadzania do odpowiedniości norm i konkretnych warunków życia jest procesem hermeneutycznym. Proces interpretowania ma strukturę wnioskowania przez analogię, które jest oparte na proporcji: stosunek warunków życia do kwalifikacji normatywnej musi być proporcjonalny do innych wcześniejszych lub możliwych przyporządkowań tego typu.

## Wybrane prace
- Das Schuldprinzip. Winter, Heidelberg 1961, ISBN 3-533-02496-2.
- Rechtsphilosophie im Wandel. Athenäum-Verlag, Frankfurt am Main 1972.
- Widerstandsrecht. (als Hrsg.) Wissenschaftliche Buchgesellschaft, Darmstadt 1972, ISBN 3-534-04149-6.
- Gustav Radbruch. Rechtsdenker, Philosoph, Sozialdemokrat. Piper, München 1987, ISBN 3-492-15247-3
- Rechtsphilosophie. C. H. Beck. 2. Auflage, München 1997, ISBN 3-406-42575-5.
- Einführung in Rechtsphilosophie und Rechtstheorie der Gegenwart. UTB. 7. Auflage 2004 (z Winfriedem Hassemerem), ISBN 3-8252-0593-2.
- Kaufmann/Hassemer/Neumann (Hrsg.): Einführung in die Rechtsphilosophie und Rechtstheorie der Gegenwart. – 8. Aufl. – C.F. Müller, Heidelberg u.a. 2011